# Castello normanno (Terlizzi)

Il castello normanno di Terlizzi è un castello normanno costruito nell'XI secolo. 

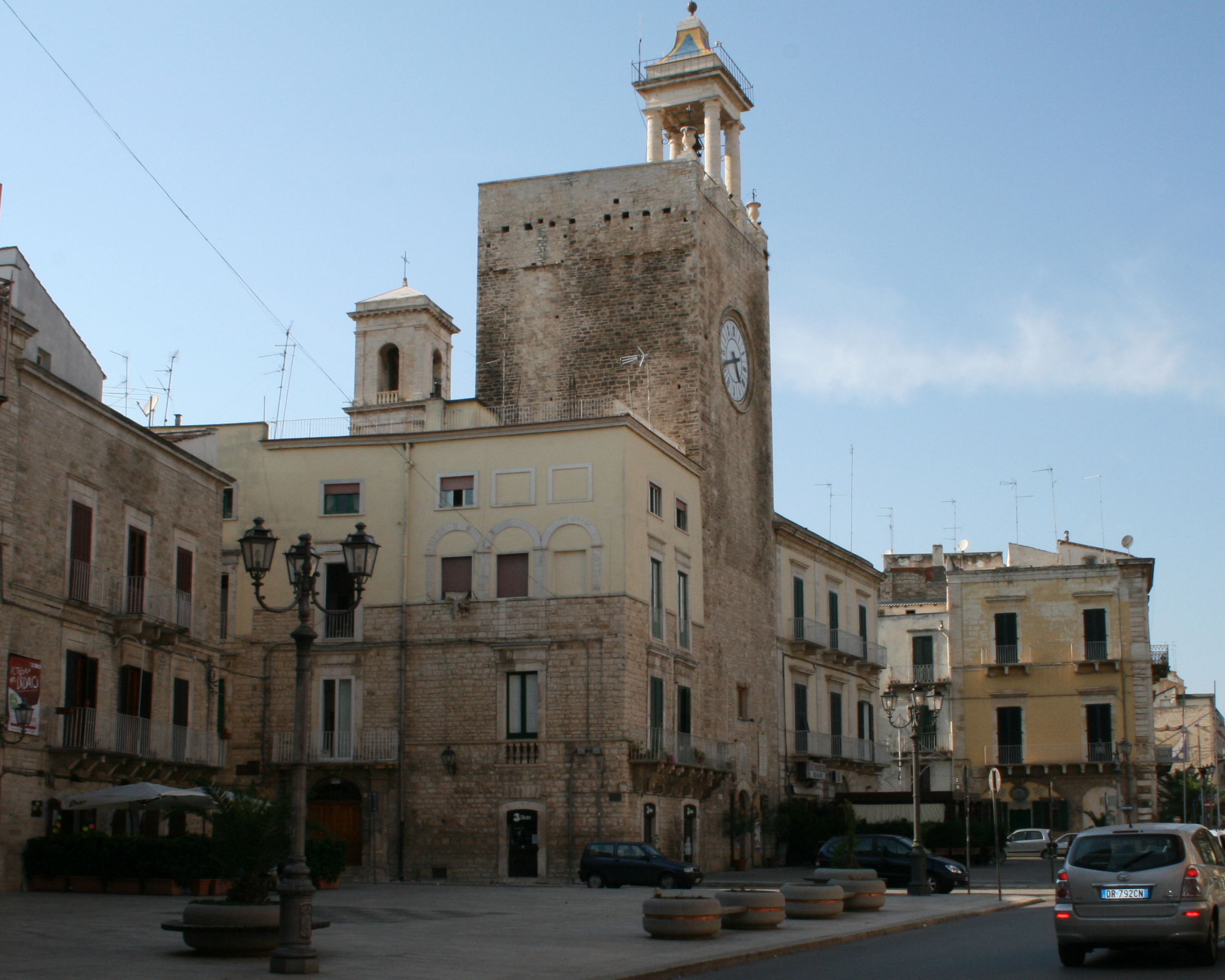
Palazzo de Gemmis

## Storia
Con la conquista normanna Terlizzi diventa terra feudale e nel 1073 rientra nella sfera d'influenza di Giovinazzo, sotto il dominio del conte normanno Amico, artefice delle fortificazioni in entrambe le città.
Il castello con tre torri di Terlizzi, che ha dato origine sia allo stemma cittadino sia al toponimo latino di Turricium, passa così da locus a castellum e poi nel 1133 a civitas.
Oggi di questo castello rimane ben poco, se non la torre e l'insieme delle strutture che ne delimitano ancora la forma originale; le due torri che facevano parte del complesso sono scomparse così come le mura e le fortificazioni.
Al massimo del suo splendore il castello arrivò a superare per dimensioni quelli di Giovinazzo e Molfetta; un castello che ospitò lo stesso conte Amico, Federico II di Svevia, Ferrante d'Aragona, e che fu il fulcro, il punto di incontro dei mercanti della zona, un crocevia e una sosta obbligatoria per i viaggiatori.
Dalla seconda metà del XVII alla prima metà del XX secolo il Palazzo adiacente alla Torre, costruito sui resti del Castello, fu di proprietà del ramo cadetto dei Baroni de Gemmis. Il Palazzo fu abitato nel XIX e nella prima metà del XX secolo dallo scrittore giuridico Cav. Michele de Gemmis (1799-1871), quindi dal figlio, Cavaliere Tommaso de Gemmis (1854-1942). Il Palazzo è oggi sede di abitazioni.